# Tang-dinasztia

Tang Kao-cu (Tang Gao Zu), a dinasztia első császára

A Tang-dinasztia (618–907) Kína egyik legjelentősebb császári dinasztiája, melynek időszakát a kínai civilizáció egyik aranykorának szokták nevezni.

## Előzmények
Hosszú széttagoltság után 589-ben a Szuj-dinasztia (Sui-dinasztia) újraegyesítette Kínát. Mivel ennek második uralkodója, Jang Kuang (Yang Guang) véreskezű zsarnok volt – többek között ő építette nagy áldozatok árán a Nagy-csatornát –, a Szuj (Sui)-dinasztiát rövid uralkodás után egy felkeléssorozat megdöntötte (618), Jang Kuang (Yang Guang)ot megölték.

## A dinasztia első évszázada

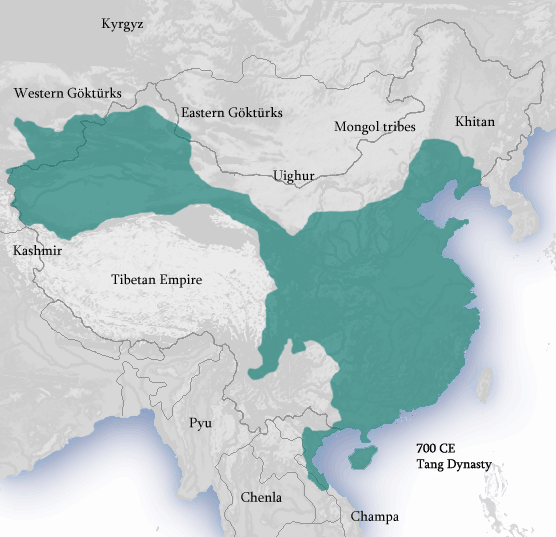
A Tang-dinasztia befolyási területe

A Tang-dinasztiát Li Jüan (Li Yuan), uralkodónevén Kao-cu (Gāo Zǔ) alapította, aki korábban a Szuj (Sui)-ház tábornoka volt. A birodalom fővárosa Csangan (Chang'an) volt. A parasztság megnyerése érdekében csökkentette az adó- és robotterheket, s egyenlősítő földosztást hajtott végre (minden felnőtt férfi 100 mu földet kapott, ebből 20-at továbbörökíthetett, 80-at halálakor vissza kellett adni az államnak).
626-ban egy véres családi dráma után Li Jüan (Li Yuan) fia, Taj-cung (Tài Zōng) lett a császár (626–649), akit a dinasztia egyik legnagyobb uralkodójaként tartanak számon. Törvénykönyvet adott ki, visszaállította a vizsgarendszert, igyekezett megnyerni alattvalóinak támogatását. Csangan (Chang'an) a korabeli világ legnagyobb városává nőtt. Seregei legyőzték a türköket, majd hódításokba kezdtek a nyugati területeken, s sikerült a selyemút keleti szakaszát kínai ellenőrzés alá venni. Ő és utódai meghódították a Koreai-félsziget egy részét, illetve Észak-Vietnámot. A tang kor első felében megélénkültek a külkapcsolatok, a főváros és a tengerparti kikötővárosok nagy nemzetközi központokká váltak, népes külföldi kolóniával.
Taj-cung (Tài Zōng) fia, majd unokája uralma alatt a hatalom fokozatosan a Vu Cö-tien (Wu Zetian) nevű volt császári ágyas kezébe került, aki 690-ben kikiáltotta magát császárnőnek (690-705) Vu Hou (Wu Hou) néven. Ő volt a kínai történelemben az egyetlen nő, aki saját jogán uralkodott. Uralma alatt Kína virágzása folytatódott, s számos fiatal tehetség került magas pozícióba.
A dinasztia első évszázadát a belső gazdasági fejlődés és a külső hódítások jellemezték. A tang seregek elfoglalták Közép-Ázsia jelentős részét, Észak-Koreát és Észak-Vietnámot. Kelet- és Belső-Ázsia legtöbb állama elismerte a tang császár felsőbbségét. A 7–8. században virágzottak Kína nemzetközi kapcsolatai, megélénkült a selyemút kereskedelme, s a kínai kultúrát számos idegen hatás érte.

## A 8–9. század
Vu Hou (Wu Hou)t 705-ben puccsal eltávolították és restaurálták a Tang-házat. A 712-től 756-ig trónon ült Hszüan Cung (Xuanzong) császár uralmának első felét a kínai történelem és kultúra egyik aranykorának tartják („kaj-jüani szép napok”), amelyre mind a külpolitika, mind a belpolitika terén a nagyfokú stabilitás volt jellemző. Uralmának vége felé azonban a hatalom a vidéki helyőrségi parancsnokok, illetve a szépséges ágyas, Jang Kuj-fej (Yang Guifei) családjának kezébe került, miközben a császár a szerelmével volt elfoglalva. A birodalom közép-ázsiai terjeszkedését szertefoszlatta az iszlám hódítása. A kínai sereg 751-ben döntő vereséget szenvedett az araboktól a Tallasz folyó mellett, a mai Tádzsikisztánban. A térségben a mai napig uralkodó vallás az iszlám hit. 755-ben An Lu-san (An Lushan), a közép-ázsiai származású tábornok fellázadt a dinasztia ellen. Bár a lázadást 763-ra nagy nehezen leverték, a Tang-dinasztia sosem nyerte vissza régi fényét, ugyanakkor az uralkodóház hatalmát sikerült további egy évszázadra konszolidálni.

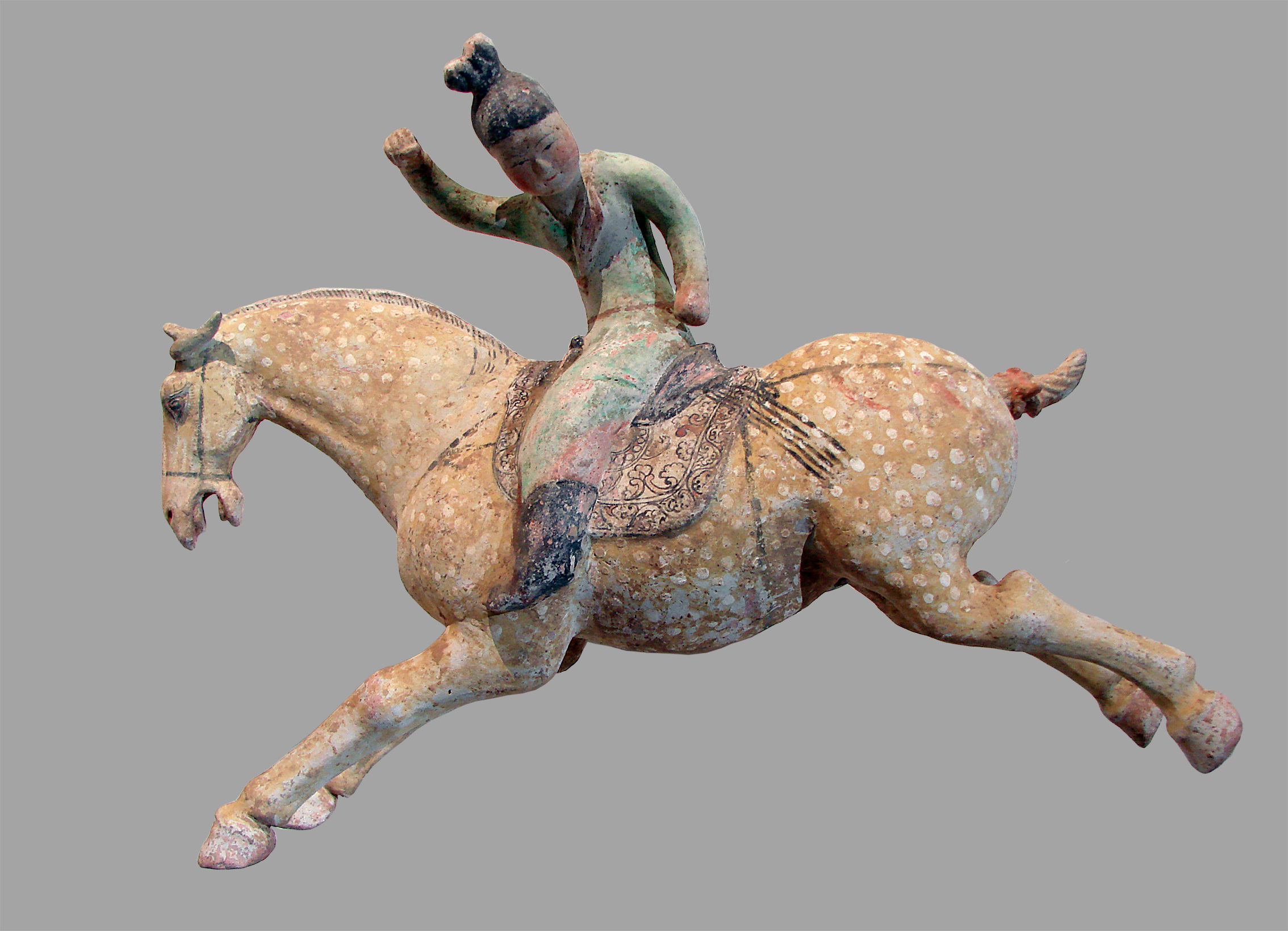
Pólózó nő kerámiaszobrocskája a Tang-dinasztia idejéből

A 9. századra az osztásföldek rendszere megszűnt, fokozódott a földkoncentráció, csökkentek az állami bevételek. A gyenge császári hatalom képtelen volt véget vetni a helyi kiskirályok uralmának. Huang Csao (Huang Chao) felkelése (874–884) nyomán a Tang-ház végletesen meggyengült, s a hatalom a helyi hadvezérek kezébe került. Végül az egyik hadúr 907-ben hivatalosan is megdöntötte a Tang-dinasztiát. Lojang (Luòyáng)ban a kései Liang-dinasztia alakult meg és megkezdődött a széttagoltság, az öt dinasztia és a tíz királyság kora.

## Értékelése
A Tang-kort a kínai történelem aranykorának szokás tartani: Kína befolyása soha nem látott mértékben megnőtt, virágzottak a művészetek – például a költészetben ekkor alkotott Li Paj (Li Bai), Tu Fu (Du Fu), Po Csü-ji (Bái Jūyì) és Vang Vej (Wang Wei). A kínai buddhizmus is ekkor élte fénykorát, jelentős mértékű városiasodás indult meg (Csangan (Chang'an)nak egymillió lakosa volt!),  s számos olyan technikai újítás is ekkor jelent meg, amely csak a Szung-dinasztia (Sòng-dinasztia) korától kezdte éreztetni hatását (például könyvnyomtatás).
A Tang-dinasztia nyolc historiográfiája a Huszonnégy történeti mű című gyűjteményben található.

## A Tang-dinasztia húsz uralkodója
| Templomi név                                                 | Családnév és adott név                             | Uralkodás     | Uralkodói éra és időtartama |
| ------------------------------------------------------------ | -------------------------------------------------- | ------------- | --- |
| Hagyományos elnevezés: "Tang" + templomi név                 |                                                    |               | |
| Tang Kao-cu (高祖 Gāo Zǔ)                                    | Li Jüan (李淵 Lǐ Yuān)                             | 618-626       | Vu-tö (武德 Wǔ dé) 618-626 |
| Tang Taj-cung (太宗 Tài Zōng)                                | Li Si-min (李世民 Lǐ Shì Mín)                      | 626-649       | Csen Kuan (貞觀 Zhēn guān) 627-649 |
| Kao Cung (高宗 Gāo zōng)                                     | Li Cse (李治 Lǐ Zhì)                               | 650-683       | Jung Huj (永徽 Yǒng huī) 650-655 Hszien csing (顯慶 Xiǎn qìng) 656-661 Lung suo (龍朔 Lóng shuò) 661-663 Lin tö (麟德 Lín dé) 664-665 Csien feng (乾封 Qían fēng) 666-668 Cung csang (總章 Zǒng zhāng) 668-670 Hszien heng (咸亨 Xián hēng) 670-674 Sang jüan (上元 Shàng yuán) 674-676 Ji feng (儀鳳 Yí fèng) 676-679 Tiao lu (調露 Tiáo lù) 679-680 Jung lung (永隆 Yǒng lóng) 680-681 Kaj jao (開耀 Kāi yào) 681-682 Jung csun (永淳 Yǒng chún) 682-683 Hung tao (弘道 Hóng dào) 683 |
| Csuj Cung (中宗 Zhōng zōng) (Vu Hou (Wu Hou) eltávolította)  | Li Hszien (李顯 Lǐ Xiǎn) vagy Li Csö (李哲 Lǐ Zhé) | 684 (705-710) | Sze seng (嗣聖 Sì shèng) 684 |
| Zsuj Cung (睿宗 Ruì zōng) (Vu Hou (Wu Hou) eltávolította)    | Li Tan (李旦 Lǐ Dàn)                               | 684 (710-712) | Ven Ming (文明 Wén míng) 684 |
| Csou-dinasztia (690–705)                                     |                                                    |               | |
| Vu Hou (武后 Wǔ hòu)                                         | Vu Cö-tien (武則天 Wǔ Zé Tiān)                     | 684-705       | Kuang csaj (光宅 Guāng zhái) 684 Csuj kung (垂拱 Chuí gǒng) 685-688 Jung csang (永昌 Yǒng chāng) 689 Caj csu (載初 Zài chū) 690 |
| A Tang-dinasztia folytatása                                  |                                                    |               | |
| Csuj Cung (中宗 Zhōng zōng) (másodszor)                      | Li Hszien (李顯 Lǐ Xiǎn) or Li Csö (李哲 Lǐ Zhé)   | (684) 705-710 | Sen lung (神龍 Shén lóng) 705-707 Csing lung (景龍 Jǐng lóng) 707-710 |
| Sao Ti (少帝 Shào dì) ld. a táblázat alatti jegyzetet        | Li Csung-mao (李重茂 Lǐ Chóng Mào)                 | 710           | Tang lung (唐隆 Táng lóng) 710 |
| Zsuj Cung (睿宗 Ruì zōng) (másodszor)                        | Li Tan (李旦 Lǐ Dàn)                               | (684) 710-712 | Csing jün (景雲 Jǐng yún) 710-711 Taj csi (太極 Tài jí) 712 Jen ho (延和 Yán hé) 712 |
| I. Hszüan Cung (玄宗 Xuán zōng)                              | Li Lung-csi (李隆基 Lǐ Lóng Jī)                    | 712-756       | Hszien tien (先天 Xiān tiān) 712-713 Kaj jüan (開元 Kāi yuán) 713-741 Tien pao (天寶 Tiān bǎo) 742-756 |
| Szu Cung (肅宗 Sù zōng)                                      | Li Heng (李亨 Lǐ Hēng)                             | 756-762       | Cse tö (至德 Zhì dé) 756-758 Csian jüan (乾元 Qián yuán) 758-760 Sang jüan (上元 Shàng yuán) 760-761 |
| Taj Cung (代宗 Dài zōng)                                     | Li Jü (李豫 Lǐ Yù)                                 | 762-779       | Pao jing (寶應 Bǎo yìng) 762-763 Kuang Tö (廣德 Guǎng dé) 763-764 Jung taj (永泰 Yǒng tài) 765-766 Ta li (大曆 Dà lì) 766-779 |
| Tö Cung (德宗 Dé zōng)                                       | Li Kuo (李适 Lǐ Kuò)                               | 780-805       | Csian csung (建中 Jiàn zhōng) 780-783 Hszing jüan (興元 Xīng yuán) 784 Csen jüan (貞元 Zhēn yuán) 785-805 |
| Sun Cung (順宗 Shùn zōng)                                    | Li Szong (李誦 Lǐ Sòng)                            | 805           | Jung csen (永貞 Yǒng zhēn) 805 |
| Hszien Cung (憲宗 Xiàn zōng)                                 | Li Csun (李純 Lǐ Chún)                             | 806-820       | Jüan ho (元和 Yuán hé) 806-820 |
| Mu Cung (穆宗 Mù zōng)                                       | Li Heng (李恆 Lǐ Héng)                             | 821-824       | Csang csing (長慶 Cháng qìng) 821-824 |
| Csing Cung (敬宗 Jìng zōng)                                  | Li Csan (李湛 Lǐ Zhàn)                             | 824-826       | Pao li (寶曆 Bǎo lì) 824-826 |
| Ven Cung (文宗 Wén zōng)                                     | Li Ang (李昂 Lǐ Áng)                               | 826-840       | Pao li (寶曆 Bǎo lì) 826 Ta ho (大和 Dà hé) Taj ho (Tài hé 太和) 827-835 Kaj cseng (開成 Kāi chéng) 836-840 |
| Vu Cung (武宗 Wǔ zōng)                                       | Li Jen (李炎 Lǐ Yán)                               | 840-846       | Huj csang (會昌 Huì chāng) 841-846 |
| II. Hszüan Cung (宣宗 Xuān zōng)                             | Li Csen (李忱 Lǐ Chén)                             | 846-859       | Ta csung (大中 Dà chōng) 847-859 |
| Ji Cung (懿宗 Yì zōng)                                       | Li Cuj (李漼 Lǐ Cuǐ)                               | 859-873       | Ta csung (大中 Dà chōng) 859 Hszien tung (咸通 Xián tōng) 860-873 |
| Hszi Cung (僖宗 Xī zōng)                                     | Li Hszüan (李儇 Lǐ Xuān)                           | 873-888       | Hszien tung (咸通 Xián tōng) 873-874 Csian fu (乾符 Qián fú) 874-879 Kuang ming (廣明 Guǎng míng) 880-881 Csung ho (中和 Zhōng hé) 881-885 Kuang csi (光啟 Guāng qǐ) 885-888 Ven tö (文德 Wén dé) 888 |
| Csao Cung (昭宗 Zhāo zōng)                                   | Li Je (李曄 Lǐ Yè)                                 | 888-904       | Lung csi (龍紀 Lóng jì) 889 Ta sun (大順 Dà shùn) 890-891 Csing fu (景福 Jǐng fú) 892-893 Csian ning (乾寧 Qián níng) 894-898 Kuang hua (光化 Guāng huà) 898-901 Tien fu (天復 Tiān fù) 901-904 Tien ju (天佑 Tiān yòu) 904 |
| Aj Ti (哀帝 Aī dì) vagy Csao Hszüan-ti (昭宣帝 Zhāo Xuān Dì) | Li Csu (李柷 Lǐ Zhù)                               | 904-907       | Tien ju (天佑 Tiān yòu) 904-907 |